# Schloss Mendorferbuch

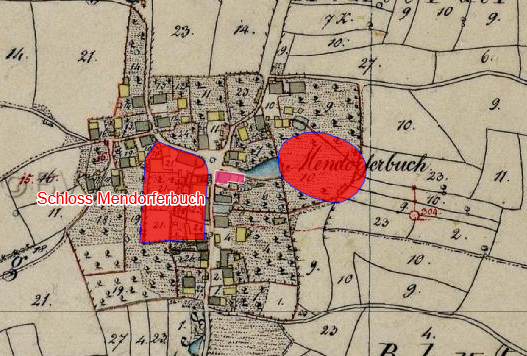
Lageplan von Schloss Mendorferbuch auf dem Urkataster von Bayern

Das Schloss Mendorferbuch ist ein abgegangenes Schloss im Gemeindeteil Mendorferbuch des oberpfälzischen Marktes Hohenburg im Landkreis Amberg-Sulzbach von Bayern. „Untertägige Befunde des abgegangenen Hofmarkschlosses in Mendorferbuch, zuvor mittelalterliche Burg“ werden als Bodendenkmal unter der Aktennummer D-3-6637-0083 geführt. 

## Geschichte
Hier war das Geschlecht der Puch angesiedelt. 1142 wird Wolfram de Puch als Ministeriale der Grafen von Hohenburg genannt. 1170/72 hatte das Kloster Ensdorf einen Besitz zu Puch (abgeleitet vom ahd. buoch = Buchenwald); diese Ortsbezeichnung wurde Ende des 15. Jahrhunderts durch die hier seit dem 14. Jahrhundert ansässigen Menderdorfer zu Mendorferbuch erweitert. 1243 wird Friedrich de Puche genannt, der 1257 Richter in Hohenburg war. 1311 verkauft Friedrich der Puchäer die halbe Burg Puch unter Hohenburg und eine Gült von 3 ½ Pfund Regensburger Pfennigen an den Bischof Konrad von Regensburg unter Vorbehalt eines Wiederkaufsrechtes. Dieses dürfte auch eingelöst worden sein, denn später erscheint die Burg nicht mehr im Besitz des Hochstiftes Regensburg.
1372 erwarb Chunrat der Alt, Mendorfer zu Puch, die Hofmark. Die Mendorfer waren damals von ihrem Sitz Mendorf im Landkreis Eichstätt hierher verzogen. 1372 werden dieser Conrad der Mendorfer von Puch und seine Söhne erwähnt, denen Pfalzgraf Ruprecht I. 1000 Pfund Heller schuldet. 1516 besitzen Hans und Sigmund Schönbüchel die halbe Hofmark; diese verkaufen sie im gleichen Jahr an ihren Schwager Heinrich Muckenthaler.
1521 erhält Jörg von Lichau von Herzog Friedrich II. ein Vormünderlehen für den noch minderjährigen Wilhelm Menderdorfer. Dessen Nachfahre Wolf Menderdorfer unterschrieb 1544 seinen Landtagsabschied. Am 6. Oktober 1539 wurde Wilhelm von Lichau, verheiratet mit Elsbeth Mendorfer, Besitzer der Hofmark. Er bezeichnete sich als kurpfälzischer Untertan und verweigerte dem Bischof von Regensburg die Zahlung der Türkensteuer. Wilhelm von Lichau wurde daraufhin vom Bischof in Hohenburg gefangen genommen; dies rief die pfalz-neuburgischen Landesherrn Ottheinrich und Philipp auf den Plan, die den Pfleger von Velburg mit etlichen Söldnern nach Hohenburg schickten, um den Lichau zu befreien. In den 1550er Jahren sollte Valentin von Lichau, der Sohn des Wilhelm, an Pfalz-Neuburg Steuern und Ungeld entrichten; es wandte sich nun um Schutz an das Hochstift Regensburg. Die Auseinandersetzungen gingen letztendlich zugunsten des Landesfürstens aus und ein Vertrag von 1602 sprach die Hofmark endgültig dem pfalz-neuburgischen Landgericht Burglengenfeld zu.

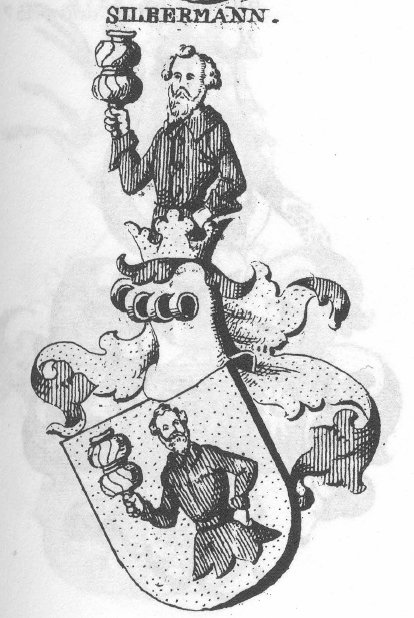
Wappen der Freiherrn von Silbermann in Siebmachers Wappenbuch

1592 erwarb Thomas Alkhofer (Alchover) zu Rieden die Hofmark von der Witwe Katharina Mendorfer († 1603), die er am 19. Januar 1592 ehelichte. 1603 wurde das Lehen an Wolf Eligius Alchover übertragen, Sekretär zu Amberg. Am 17. Januar 1605 kam das Lehen an Hans Christoph von Lichau. Er renovierte das Schloss 1615. Seine Ehefrau Margaretha wird 1618 als Witwe genannt. Ihr minderjähriger Sohn Wolf stand unter Vormundschaft.
1642 ging die Hofmark an den aus Neuburg an der Donau stammenden Jörg Christoph von Silbermann, der sich besondere Verdienste als Neuburgischer Kammerrat erworben hatte. Weitere Besitzer waren: Oberwachtmeister Hans Grosch von Reichenau (1647), Rittmeister Hans von Reitz (1649), der auch das Hammergut Leidersdorf besaß, 1756 waren die Brüder Franz Egid und Josef Max von Reitz die Hofmarksbesitzer, danach Karl Theodor Freiherr von Bettschart auf Immenfeld in der Halden (1790), er war Hofkammerrat und Landrichter zu Sulzbach; bekannt wurde er, weil er seine Ehefrau dem bayerischen Kurfürsten Karl Theodor als Geliebte überließ. Er setzte damit eine Tradition seines Vaters fort. Auf ihn folgt 1798 Ludwig Graf von Chamisso, Johanniter Ehrenritter und kurfürstlicher Kämmerer. Ab 1813 wird hier der 1845 in Mendorferbuch verstorbene Johann Georg Freiherr von Aretin als Hofmarksinhaber genannt.
Mendorferbuch gehörte zum Landgericht Amberg. 1802/03 wird Mendorferbuch als Gemeinde im Landgericht Amberg geführt. Mit Edikt vom 7. Juni 1818 wurde die Bildung von Gemeinden angeordnet, wobei zu Mendorferbuch die Orte Friebertsheim, Köstel und Lohe gezählt werden.

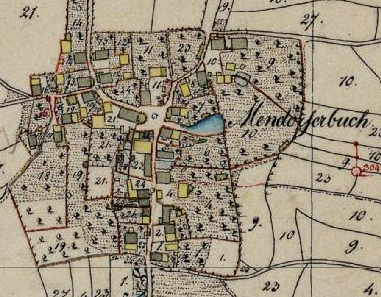
Mendorferbuch auf dem Urkataster von 1830

## Baulichkeit
In Menderdorf befand sich als mittelalterlicher Sitz ursprünglich ein freistehender Turm; wie bei ähnlichen Bauten des hohen Mittelalters wird der Turm fünfgeschossig gewesen sein, mit einem Kellergeschoss, zwei darüber liegenden Wohngeschossen, die über eine Außentreppe erreichbar waren, und zwei weiteren Speichern und einem schindelgedeckten Zeltdach. An den Turm wurden später zwei Gebäude angebaut. Eine kleine Kapelle stand nördlich des Schlossensembles, Brunnen und Backofen lagen östlich des Schlosses. Auf der Karte des Christoph Vogel von 1600 ist ein Schloss mit einem dahinter stehenden Turm eingezeichnet. Das Schloss war 1788 noch vorhanden. 1827 wurde die Schlosskapelle zu einem Stadel umfunktioniert. Im Kataster von 1830 ist im Flurstück 28 der Turm noch eingezeichnet, 1843 wird kein Schloss mehr in Mendorferbuch erwähnt. Wahrscheinlich wurden die Besitztümer zertrümmert und einzeln verkauft.